# San Salvador
|  | Per a altres significats, vegeu «San Salvador (desambiguació)». |

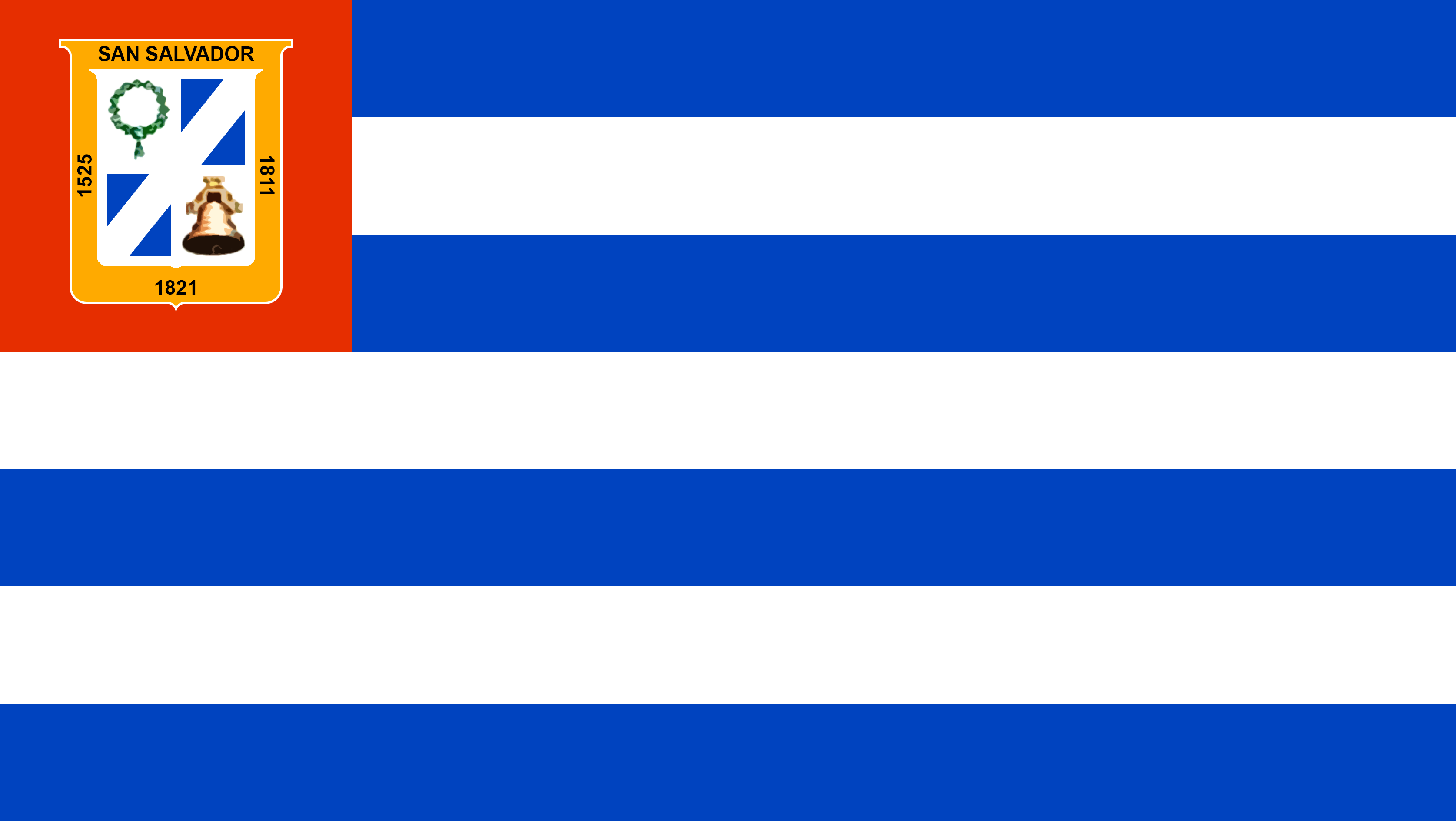
Bandera de la ciutat de San Salvador

Escut de San Salvador

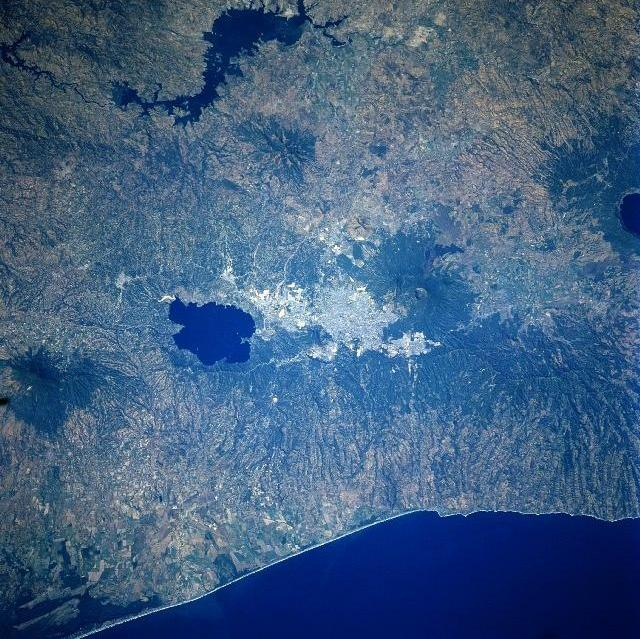
Àrea metropolitana de San Salvador vista des d'un satèl·lit

San Salvador és la capital i ciutat més gran de la República del Salvador i una de les ciutats més poblades de l'Amèrica Central. El 2007 tenia 316.090 habitants. L'Àrea Metropolitana de San Salvador, que comprèn la pròpia capital i 13 dels seus municipis, té una població de 2.404.097 habitants. Situada al departament de San Salvador, acull les seus de govern, dels tres poders de l'estat, les principals empreses d'economia, desenvolupament, telecomunicacions, ambaixades, hotels de primera categoria, Centre internacional de Fires i Convencions (CIFCO), així com la residència oficial del President de la República, Casa Presidencial del Salvador, els principals museus de país, zones residencials, econòmiques i comercials, monuments i les principals seus de serveis econòmics, polítics, de moda, art i desenvolupament del Salvador.
Va ser fundada l'1 d'abril de 1525 pel capità espanyol Gonzalo de Alvarado en compliment de les ordres del seu germà Pedro de Alvarado, a prop d'on els pipils tenien la seva capital, Cuscatlán. El 1528 es va refundar. Va ser un important centre comercial durant la colonització espanyola, a causa de l'agricultura de l'anyil, i es va convertir en la seu de l'Alcaldia Mayor, Intendència i la Província del territori que, en la seva major part, avui conforma El Salvador.
A San Salvador van tenir lloc els primers dos alçaments de l'istme en contra les autoritats de la corona espanyola al voltant de 1811. Més tard va sostenir la seva autonomia durant l'annexió al Primer Imperi Mexicà, al qual es va annexionar durant un breu període. Després que la Ciutat de Guatemala actués com a capital de la República Federal de Centreamèrica, entre 1824 i 1834 (a més d'un breu període en què ho va ser Sonsonate), San Salvador va prendre el relleu entre el període 1834 i 1840, per la qual cosa es va crear un Districte Federal que incloïa a San Salvador i a diversos municipis de la perifèria.
Amb el desenvolupament de l'agricultura del cafè, la ciutat va tenir un notable desenvolupament en la seva infraestructura des de finals del segle xix. Amb tot, atès que es troba en una zona altament sísmica, ha patit diversos terratrèmols al llarg de la seva història. Resten només fotografies, retrats o plànols de les antigues edificacions colonials, com ara l'antiga catedral i aqüeducte. El terratrèmol de 1872, per exemple, va provocar que San Salvador fos reconstruït amb edificacions de fusta o de ferro importades des de Bèlgica. Els últims terratrèmols d'importància van tenir lloc el 13 de gener i el 13 de febrer de 2001, tot i que aquests van ser més greus als departaments de La Libertad, San Vicente, Cuscatlán i Usulután.
La ciutat és també la seu de l'Arquebisbat de San Salvador, així com moltes branques protestants del cristianisme. El Sistema d'Integració Centreamericana (SICA) hi té la seu. En l'àmbit esportiu, ha acollit els Jocs Centreamericans i del Carib en 1935 i 2002 i els Jocs Esportius Centroamericans en 1977 i 1994.

## Toponímia
El 1457 el papa Calixt III va instituir la festivitat catòlica del Santíssim Salvador, cada 6 d'agost, en acció de gràcies per la victòria dels exèrcits cristians sobre les forces de Mehmed II en 1456 durant el setge de Belgrad. D'aquesta manera, moltes poblacions i llocs van ser designades amb el nom de San Salvador i diverses esglésies posades sota l'advocació del Diví Salvador del Món. Va ser per aquest motiu que Cristòfor Colom va batejar l'illa de Guanahani amb aquest nom. Per la seva banda, Pedro de Alvarado, a l'organitzar una segona expedició sobre el territori de Cuscatlán, va ordenar al seu germà Gonzalo de Alvarado que li donés el nom de San Salvador a la vila que allí es fundés, cosa que va passar, probablement, l'1 d'abril de 1525.

## Història

### Fundació de la ciutat i època colonial
Després de les victòries sobre els pipils en les batalles d'Acajutla i Tacuzcalco, el conqueridor Pedro de Alvarado va intentar sotmetre als nadius de la capital del Señorío de Cuzcatlán quan hi va arribar, el 18 de juny de 1524. Els cuscatlecos, però, van fugir a les muntanyes veïnes i el conquistador va haver de replegar-se a la zona de l'actual Guatemala. La primera vila de San Salvador es va fundar menys d'un any després d'aquesta expedició per una missió no documentada comandada per Gonzalo de Alvarado. La primera menció sobre aquest assentament és una carta del mateix Pedro de Alvarado a Guatemala el 6 de maig de 1525 fent notar que no es podia celebrar un cabildo per l'absència de Diego de Holguín, que havia marxat per prendre el càrrec d'Alcalde ordinari de la vila de San Salvador.
A causa de les freqüents rebel·lions per part dels nadius, es va establir una nova vila a l'indret conegut actualment com Ciudad Vieja, al sud de l'actual localitat de Suchitoto (1 d'abril de 1528). El traçat original es va fer en quinze dies i fou poblada per entre 50 i 60 famílies, tenint per alcaldes a Antonio de Salazar i Juan de Aguilar.
Després de la pacificació de la regió, la petita localitat va ser abandonada poc a poc i el nou assentament es va situar, l'any de 1545, a la vall de Zalcoatitán, rebatejat com a "Vall de les Hamacas". S'estima que aquest assentament es trobava a l'anomenada cuesta del Palo Verde, i fou conegut com "l'Aldea". A nord d'aquest emplaçament es va començar a traçar la Plaça Major, on s'ubica actualment la Plaça Libertad; a l'est, es va erigir l'església consagrada al Santíssim Salvador. El 27 de setembre de 1546, mitjançant tràmits dels procuradors Alonso de Oliveros i Hernán Méndez de Sotomayor, i per petició del secretari de la Reial Corona Juan de Samano davant l'infant Felip, per l'absència de l'emperador Carles V, es va elevar la vila a la categoria de ciutat per Reial Provisió.
Durant l'època colonial era la ciutat més important de l'Alcaldia Major de San Salvador, a la vegada part del Regne de Guatemala. Al segle XVII l'activitat principal d'aquesta regió era l'anyil, que era exportat a Europa. Durant la segona meitat del segle xviii, a causa de les Reformes borbòniques, que tenien com a objectiu millorar el cobrament d'impostos i crear monopolis estatals, es va crear la Intendència de San Salvador el 1785 i la mateixa ciutat va ser capçalera del partit.

### Època republicana

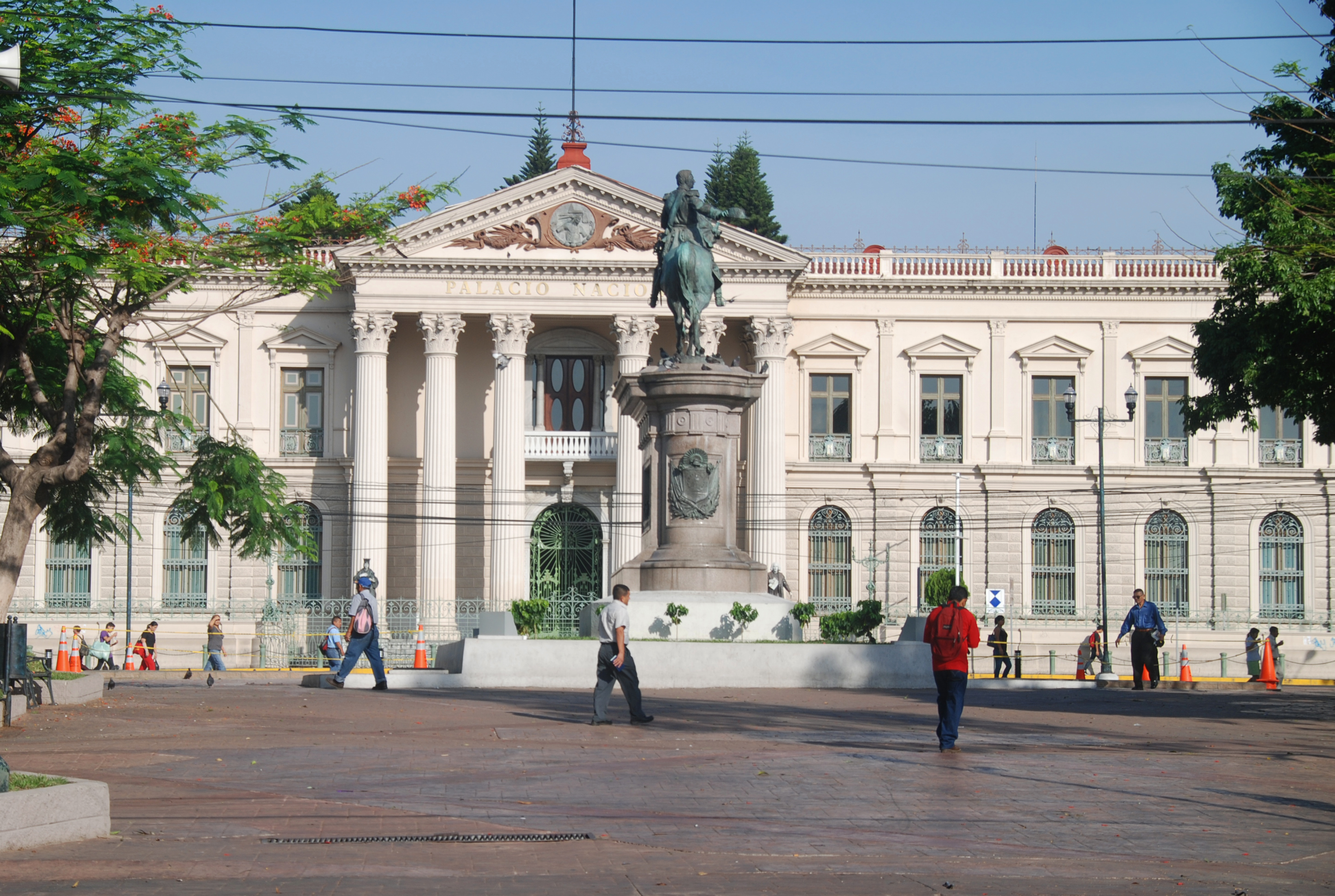
Palau Nacional i Plaça Gerardo Barrios.

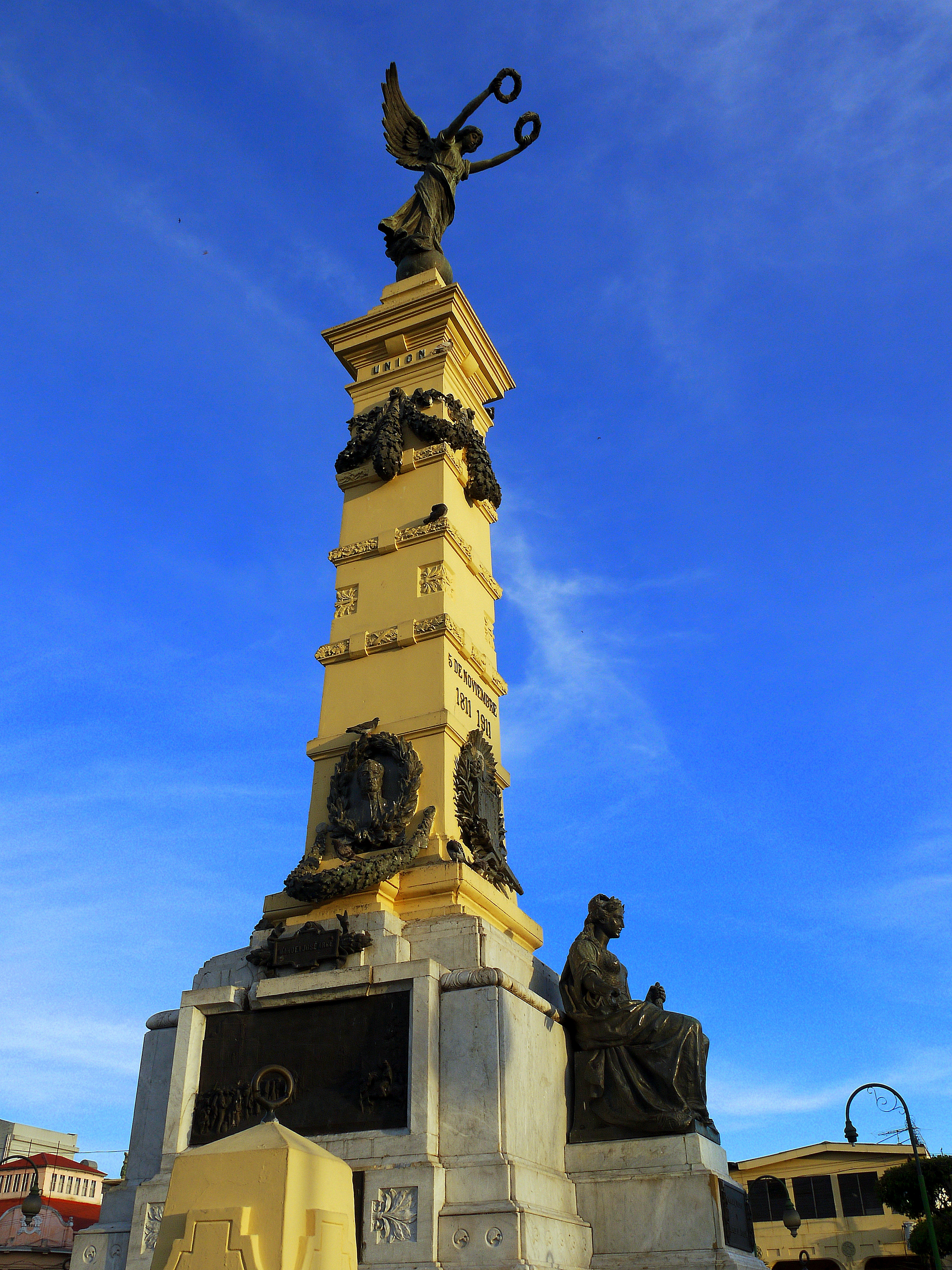
Monument als Próceres, ubicat en la Plaça Libertad.

San Salvador va tenir un destacat paper en els anys previs a la independència de Centreamèrica. Va ser el lloc on es va produir la on es va produir la primera rebel·lió en contra de les autoritats de la Capitania, el 1811, i una segona el 1814, ambdues sense èxit, i que fou liderat pels sacerdots José Matías Delgado i Manuel José Arce Fagoaga. Amb la declaració del Pla d'Iguala per Agustín de Iturbide, les aleshores províncies de la Capitania van declarar la seva independència el 15 de setembre de 1821. Les notícies d'aquest succés van arribar a San Salvador el 21 de setembre.
A partir de llavors les antigues intendències van ser governades independentment. De fet a San Salvador regia un cap polític. Però totes estaven encara sota la direcció d'una Junta Provisional Consultiva amb seu a Guatemala. Mesos després va arribar, des de Mèxic, una invitació d'Iturbide perquè les províncies s'unissin al nou Imperi. La Junta va decidir la seva annexió el 5 de gener de 1822 i només dos ajuntaments, dels 170 que conformaven la regió, s'hi van negar: San Salvador i San Vicente. Durant els següents dos anys la ciutat va intentar ser envaïda dues vegades des de Guatemala. Amb tot, durant el febrer de 1823, Vicente Filísola va assetjar a la ciutat i la va ocupar. Abandonà la ciutat quan Iturbide es retirà del poder.
Amb el naixement de la República Federal de Centroamérica en 1824, la ciutat es va veure embolicada en els turbulents anys que van enfrontar a liberals i conservadors. Per separar-se de la influència de poder que exercia la ciutat de Guatemala, el Congrés Federal va decidir traslladar la capital de la federació a San Salvador al juny de 1834, i va crear-hi un Districte Federal el 20 d'abril de 1835. La situació caòtica de la regió va crear un estat de pobresa general. Aquesta condició va provocar, a més, una epidèmia de còlera a 1836 .
L'economia de país va canviar gradualment durant la segona meitat del segle xix, quan l'anyil va ser substituït pel cultiu de cafè com a principal producte d'exportació. La ciutat va tenir un canvi en els seus edificis principals, amb nous dissenys d'estil europeu, com seria el del Palau Nacional amb característiques neoclàssiques;  el mateix que la Universitat d'El Salvador, de 1870 i notables influències franceses. El 1879 hi arribà el telègraf.
Es calcula que el 1852 hi vivien 25.000 habitants. Malgrat tot, els avenços en les infraestructures tenien en els terratrèmols el seu principal problema. El 16 d'abril de 1854 un terratrèmol va causar tanta destrucció a la capital, que les autoritats es van traslladar a Cojutepeque durant quatre anys. El 1858 les autoritats van tornar a San Salvador. Altres terratrèmols significatius van tenir lloc el 1873 i 1880.

### Segles XX i XXI

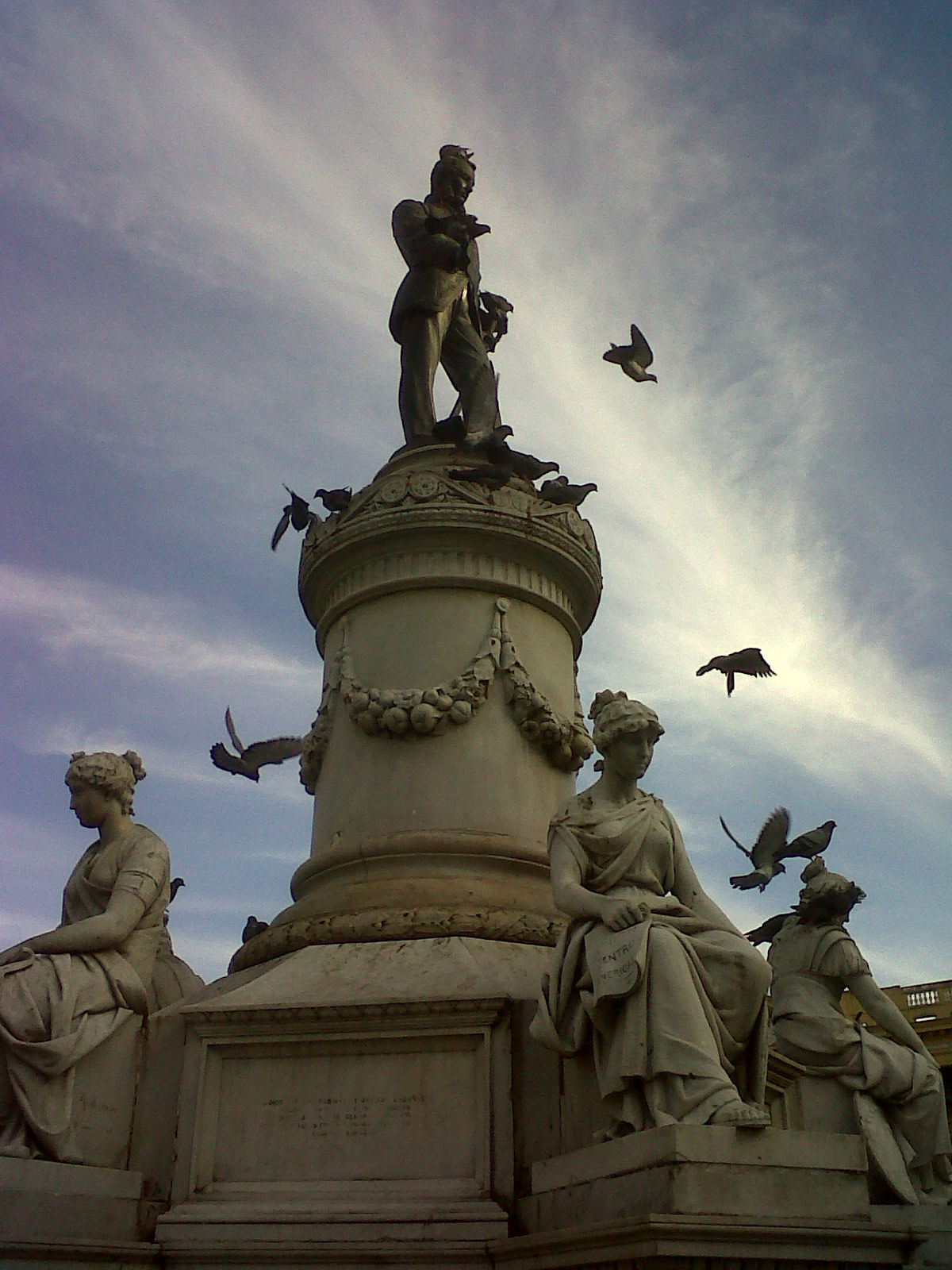
Monument a Francisco Morazán a la plaça que duu el seu nom. És el monument més antic de la ciutat encara dret.

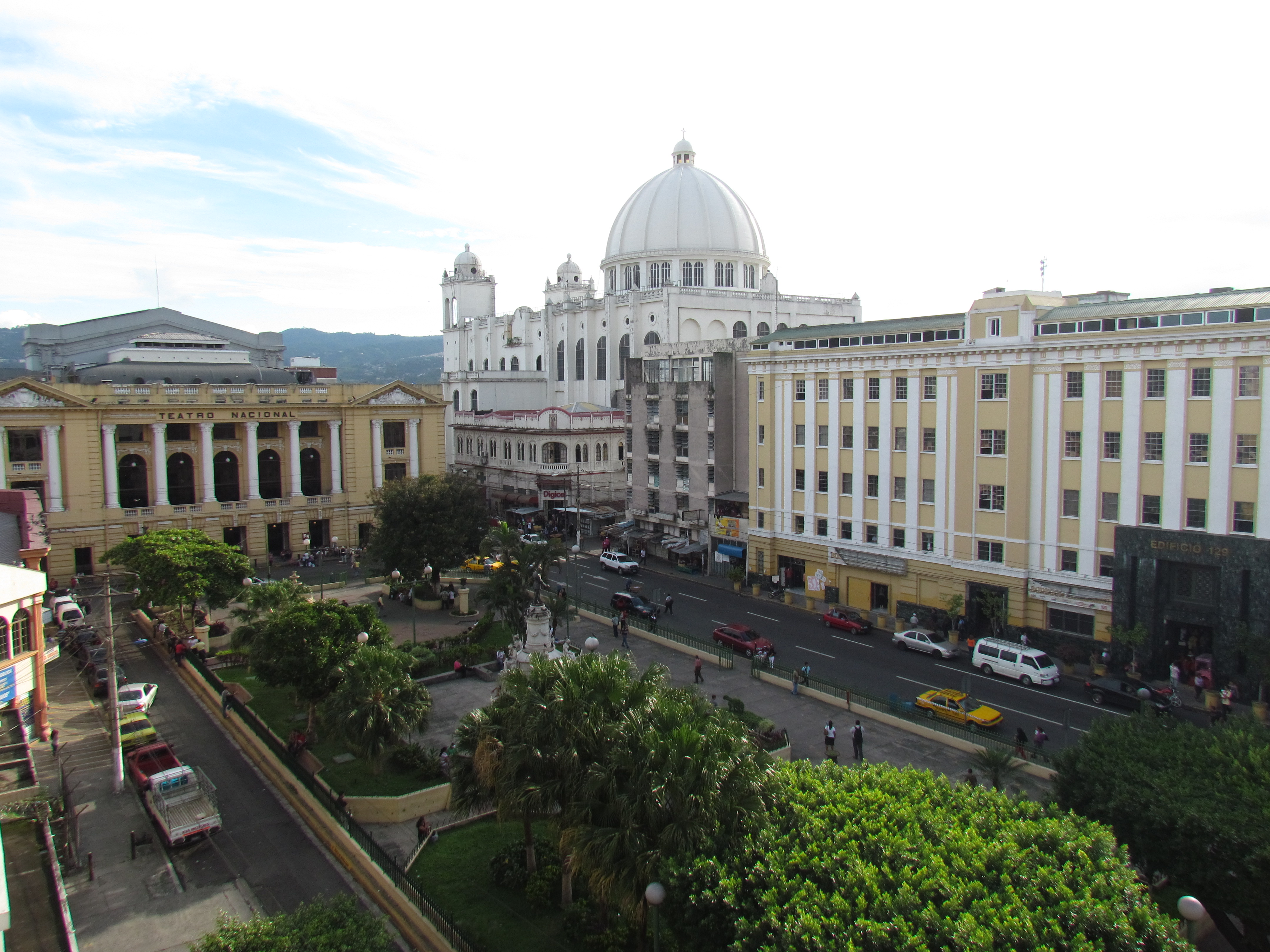
Plaça Francisco Morazán, Teatre Nacional de San Salvador i cúpula de la Catedral Metropolitana de San Salvador.

A començaments del segle xx, la capital, com el país en general, es va desenvolupar en funció dels ingressos generats per l'exportació del cafè. Com a expressió d'aquesta prosperitat s'inicià la construcció de diverses infraestructures destacades de la ciutat, com ara el Parc Dueñas, després conegut com a Plaça Llibertat (1900); el Teatre Nacional de San Salvador; l'antiga Casa Presidencial (1911) i l'Hospital Rosales (inaugurat el 1902). Totes les obres es van fer per fer la ciutat més cosmopolita. Amb tot, nous terratrèmols, el 1917 i 1919; i una inundació el 1922, van destrossar molts edificis d'aquests anys.
Per ser la seu de govern, a San Salvador van ocórrer importants esdeveniments polítics durant tot el segle xx. El 4 de febrer de 1913 va tenir lloc el magnicidi de Manuel Enrique Araujo, president de la República. El 1931 arribaria al poder Maximiliano Hernández Martínez a través d'un cop d'estat, enmig de la crisi econòmica provocada per la caiguda dels preus del cafè durant els anys de la Gran Depressió. A partir de llavors iniciaria una època d'agitació política amb el predomini de l'estament militar. Durant la dècada de 1970, amb l'augment de la violència política, San Salvador va ser l'escenari de nombroses protestes populars opositores al règim; la més gran de les quals va tenir lloc el 22 de gener de 1980.
Amb l'arribada de la guerra civil (1979-1992), tot i no ser teatre d'operacions militars, la situació als carrers de la capital era d'inquietud. Desaparicions forçades, bombes i aturades de transport públic eren habituals. En aquests anys, una catàstrofe va assolar l'àrea metropolitana: el terratrèmol de 1986, el qual, a més de provocar unes 3.500 víctimes mortals, va destruir molts dels edificis del "Centre Històric".
La dècada de 1990 va donar lloc a una bonança econòmica amb la implantació d'un model neoliberal al país. La ciutat va ser més activa econòmicament amb l'arribada de franquícies internacionals, la creació de centres comercials i zones d'esbarjo. Durant la primera dècada del segle XXI el Govern ha construït noves carreteres als afores del municipi per descongestionar el pas per la ciutat. D'altra banda, la desocupació en els últims anys ha provocat més problemes socials, entre ells l'augment del comerç informal.

## Geografia
La ciutat de San Salvador està situada a la zona central de país, a 670 msnm. Limita al nord amb els municipis de Nejapa, Mejicanos, Cuscatancingo, i Ciudad Delgado, a l'este amb Soyapango i San Marcos, al sud amb Panchimalco y també San Marcos, i a l'oest amb Antiguo Cuscatlán i Santa Tecla.
La geografia de la capital salvadorenca està dominada per dos grans prominències orogràfiques, les quals fan inconfusible el paisatge de la capital: el volcà de San Salvador (1.960 msnm) i el turó San Jacinto (1.100 msm). El volcà es troba a l'oest de la ciutat, mentre el Turó San Jacinto ho fa a l'extrem sud-est. Aquestes dues talaies naturals emmarquen la vall en el qual s'assenta San Salvador.
La vall en què s'ubica San Salvador és anomenada "de Las Hamacas" o de "Zalcoatitán". El primer va ser posat pels conqueridors ibèrics causa de la seva naturalesa sísmica. I és que aquesta vall és travessada per moltes falles, raó per la qual San Salvador ha estat destruïda i reconstruïda més d'una vintena de vegades des que es va traslladar a aquest territori en 1545. La vall és molt estreta en comparació amb altres valls salvadorenques i no és gens plana, ja que des de l'oest, on hi ha el volcà de San Salvador, s'arriba als 1.000 msnm per anar descendint poc a poc fins trobar-se amb el Turó Sant Jacinto i les riberes del riu Acelhuate, a 590 msnm. La vall és travessada per nombrosos torrents i rius, que discorrent d'oest a est, desemboquen a l'Acelhuate. Pel sud, la vall i municipi de San Salvador és flanquejada per la serralada del Bálsamo, que la separa de la plana costanera.

### Clima
San Salvador té un clima tropical humit i sec sota la classificació climàtica de Köppen i gaudeix d’un clima molt càlid durant tot l’any, amb temperatures mitjanes diàries de 27 °C. Els mesos menys càlids són de novembre a febrer a causa dels vents estacionals de la temporada seca. Durant aquests mesos es pot esperar una mitjana diària de 22,2 °C. Els mesos més calorosos de l'any són l'abril i el maig, durant la transició de l'estació seca (novembre a abril) a la temporada de pluges (de maig a octubre). A l'abril i al maig les temperatures màximes mitjanes arriben als 32,2 °C. Les tempestes es produeixen gairebé diàriament durant la temporada de pluges, principalment a la tarda i durant la nit; al matí el cel s’aclareix i els dies solen ser assolellats fins a les tempestes de la tarda.
| Paràmetres climàtics mitjans de San Salvador                                                      | Paràmetres climàtics mitjans de San Salvador | Paràmetres climàtics mitjans de San Salvador | Paràmetres climàtics mitjans de San Salvador | Paràmetres climàtics mitjans de San Salvador | Paràmetres climàtics mitjans de San Salvador | Paràmetres climàtics mitjans de San Salvador | Paràmetres climàtics mitjans de San Salvador | Paràmetres climàtics mitjans de San Salvador | Paràmetres climàtics mitjans de San Salvador | Paràmetres climàtics mitjans de San Salvador | Paràmetres climàtics mitjans de San Salvador | Paràmetres climàtics mitjans de San Salvador | Paràmetres climàtics mitjans de San Salvador |
| Mes                                                                                               | Gen.                                         | Feb.                                         | Mar.                                         | Abr.                                         | Mai.                                         | Jun.                                         | Jul.                                         | Ago.                                         | Set.                                         | Oct.                                         | Nov.                                         | Des.                                         | Anual                                        |
| ------------------------------------------------------------------------------------------------- | -------------------------------------------- | -------------------------------------------- | -------------------------------------------- | -------------------------------------------- | -------------------------------------------- | -------------------------------------------- | -------------------------------------------- | -------------------------------------------- | -------------------------------------------- | -------------------------------------------- | -------------------------------------------- | -------------------------------------------- | -------------------------------------------- |
| Temperatura màxima registrada °C (°F)                                                             | 38,3 (100,9)                                 | 39,4 (102,9)                                 | 40,6 (105,1)                                 | 40,0 (104)                                   | 39,4 (102,9)                                 | 36,7 (98,1)                                  | 36,7 (98,1)                                  | 36,7 (98,1)                                  | 37,2 (99)                                    | 38,3 (100,9)                                 | 38,9 (102)                                   | 38,3 (100,9)                                 | 40,6 (105,1)                                 |
| Temperatura mínima registrada °C (°F)                                                             | 7,2 (45)                                     | 9,4 (48,9)                                   | 7,2 (45)                                     | 12,2 (54)                                    | 14,4 (57,9)                                  | 13,3 (55,9)                                  | 14,4 (57,9)                                  | 15,6 (60,1)                                  | 11,7 (53,1)                                  | 12,2 (54)                                    | 9,4 (48,9)                                   | 8,3 (46,9)                                   | 7,2 (45)                                     |
| Temperatura diària màxima °C (°F)                                                                 | 30,3 (86,5)                                  | 30,1 (86,2)                                  | 32,0 (89,6)                                  | 32,2 (90)                                    | 30,8 (87,4)                                  | 29,5 (85,1)                                  | 30,1 (86,2)                                  | 30,0 (86)                                    | 29,0 (84,2)                                  | 29,1 (84,4)                                  | 28,0 (82,4)                                  | 28,6 (83,5)                                  | 30,0 (86)                                    |
| Temperatura diària mínima °C (°F)                                                                 | 15,9 (60,6)                                  | 16,8 (62,2)                                  | 17,7 (63,9)                                  | 19,0 (66,2)                                  | 20,0 (68)                                    | 19,6 (67,3)                                  | 19,1 (66,4)                                  | 19,3 (66,7)                                  | 19,4 (66,9)                                  | 18,0 (64,4)                                  | 17,9 (64,2)                                  | 15,1 (59,2)                                  | 18,2 (64,8)                                  |
| Precipitació total mm (polzades)                                                                  | 5,0 (0,2)                                    | 2,0 (0,1)                                    | 9,0 (0,4)                                    | 36,0 (1,4)                                   | 152,0 (6)                                    | 292,0 (11,5)                                 | 316,0 (12,4)                                 | 311,0 (12,2)                                 | 348,0 (13,7)                                 | 217,0 (8,5)                                  | 36,0 (1,4)                                   | 10,0 (0,4)                                   | 1.734,0 (68,3)                               |
| Font: World Meteorological Organization, Sistema de Classificació Bioclimàtica Mundial (extremes) |                                              |                                              |                                              |                                              |                                              |                                              |                                              |                                              |                                              |                                              |                                              |                                              |                                              |

## Demografia
San Salvador és la ciutat més poblada de país amb un estimació de 281.870 habitants propis per a l'any 2014 i 1.740.053 habitants al Gran San Salvador o AMSS (Àrea Metropolitana de San Salvador, estimat 2012). El centre de San Salvador es troba a una altura de 658 msnm i la seva densitat de població és de 2.067 habitants per km².
| 1992    | 2007    | 2024    |
| 415.346 | 316.090 | 330.543 |

## Economia
La ciutat compta amb nombroses fàbriques de producció d'aliments, begudes i artesanies. També materials de construcció, indústries farmacèutiques i químiques, així com negocis de mecànica d'automòbils, i electrodomèstics.
Així mateix, és seu d'importants centres comercials que, a més d'oferir productes als visitants, són una font d'ocupació molt important. Destaquen el Centre comercial Metrocentro, Centre Comercial "El Paseo" i Centre Comercial Galerías. També hi ha prestigiosos centres de negocis com el Centro Financiero Gigante i el World Trade Center San Salvador, on s'allotgen empreses i organitzacions internacionals.
Pel que fa al servei d'allotjament en hotels, el 2011 a San Salvador hi havia en funcionament quatre hotels de luxe, 10 de primera classe, i vuitanta de classe turista.

## Cultura i societat

### Patrimoni i monuments
A San Salvador hi ha diversos monuments i llocs d'interès històric, molts dels quals formen part del Patrimoni cultural del país. Destaca el Monument al Diví Salvador del Món, ubicat a la Plaça Salvador del Mundo, dedicat al 'Patró de la ciutat i tot un símbol nacional. Considerats monuments nacionals són: el campanar de l'Església de la Mercè; la tomba de l'escriptor Alberto Masferrer; la tomba del Capità General Gerardo Barrios; l'Església Nostra Senyora de Candelaria; el Teatre Nacional; el Palau Nacional i l'Hospital Rosales, entre d'altres. Com a béns culturals destaquen la Casa de las Academias; l'ex Casa Presidencial; el Parc Venustiano Carranza; el Salón Azul del Palacio Nacional. Entre els llocs històrics també destaca l'Església El Rosario, construïda a l'antic assentament de la Catedral de la ciutat.
Alguns d'aquests llocs es troben dins de l'anomenat Centre Històric de San Salvador, on es va iniciar el creixement de la ciutat des de l'època colonial. Aquesta àrea ha estat destruïda diverses vegades per desastres naturals i les edificacions que es mantenen són de finals del segle xix i inicis del XX. Destaquen la plaça Francisco Morazán, la plaça Barrios i la plaça Llibertat amb el Monument als Próceres, la Basílica del Sagrat Cor de Jesús, l'església del Roser, l'església del Calvari, l'església de sant Esteve, inicialment construïda durant el segle xvii però destruïda pel terratrèmol de 1873. Fou reconstruïda per la comunitat catalana del país, amb imatges portades des de Catalunya.